# Маячне
Поросятники або Маячне (біл. вёска Парасятнікі) — село в складі Борисовського району Мінської області, Білорусь. Село підпорядковане Мойсеївщинській сільській раді, розташоване в північно-східній частині області.